# 아름고등학교
아름고등학교(아름高等學校)는 대한민국 세종특별자치시 아름동에 있는 공립 고등학교이다.

## 학교 연혁
- 2014년 3월 3일 : 아름고등학교 개교
- 2014년 3월 3일 : 제1대 류호권 교장 부임
- 2014년 3월 3일 : 신입생 입학(남 73명, 여 47명 총 120명)
- 2017년 2월 10일 : 졸업식(남 170명, 여 171명 총 341명)
- 2020년 9월 1일 : 제4대 권용병 교장 부임
- 2023년 1월 30일 : 제7회 졸업식(남 148명, 여 128명 총 276명)
- 2023년 3월 2일 : 제10회 입학식 (남 176명, 여 175명 총 345명)

## 참고 자료
- 아름고등학교 - 한국교육학술정보원 학교알리미